# Îles Pélages
Les îles Pélages constituent un archipel de cinq îles et îlots, situé en mer Méditerranée, entre Malte et la Tunisie. Elles font politiquement partie de l’Italie, dont elles représentent le point le plus méridional.
La plus grande île de l'archipel est Lampedusa, avec une superficie de 20 km2. Elle est aussi la plus peuplée,  avec 5 000 habitants. La seconde île est Linosa (430 habitants), suivie par Lampione, qui est inhabitée, ainsi que par 2 îlots : le Conigli (it) et le Sacramento (it).
La superficie totale de l'archipel est de 25,5 km2. Elle est pour partie considérée comme partie de la plaque continentale africaine (sauf Linosa, considérée européenne), ce qui fait de l'Italie un état transcontinental. La végétation y est en tout point dénudée et les côtes y sont particulièrement hautes et dentelées.
Le point culminant de l'archipel, le Monte Vulcano, se situe à Linosa (île d'origine volcanique) et atteint 195 mètres d'altitude. Actuellement, l'archipel représente le seul site italien de reproduction des tortues marines Caouanne.
Administrativement, l'archipel constitue la commune de Lampedusa e Linosa.